# Nikka
Nikka (jap. ニッカウヰスキー株式会社 Nikka Uisukii Kabushiki Gaisha; angielska nazwa: Nikka Whisky Distilling Co. Ltd.) – producent japońskiej whisky z siedzibą w Tokio. Posiadają dwie destylarnie malt whisky, jedną w Yoichi, Hokkaido (założoną w [1934 r.), a drugą w prefekturze Miyagi, północne Honsiu (założoną w 1969 r.).
Założyciel, Masataka Taketsuru, wyjechał do Szkocji w 1918 roku, aby nauczyć się procesu destylacji szkockiej whisky z pierwszej ręki. W 1920 roku dołączył do japońskiego producenta whisky zanim otworzył własną firmę Nikka w 1934 roku.
Nikka produkuje szeroką gamę japońskich whisky, począwszy od 900 ¥ (za butelkę 700 ml) Black Nikka sprzedawaną w japońskich sklepach, a skończywszy na 15 750 ¥ (za butelkę 750 ml) Nikka Single Cask.
Nikka jest obecnie własnością Asahi Breweries.